# Michael L. Gernhardt
Michael Landon Gernhardt est un astronaute américain né le 4 mai 1956.

## Vols réalisés
- Endeavour STS-69, lancée le 7 septembre 1995
- Columbia STS-83, lancée le 4 avril 1997
- Columbia STS-94, lancée le 1er juillet 1997
- Atlantis STS-104, lancée le 12 juillet 2001 : 10e mission vers l'ISS. Gernhardt réalisa trois EVAs pour installer le sas Quest sur la station.